# Roger Hverven
Roger Hverven, norveški rokometaš, * 15. marec 1944, Oslo.
Leta 1972 je na poletnih olimpijskih igrah v Münchnu v sestavi norveške rokometne reprezentance osvojil deveto mesto.